# مفاصل مشطية سلامية
المفاصل المشطية السلامية (بالإنجليزية: Metatarsophalangeal articulations)‏ هي مفاصل توجد بين عظام مشط القدم وسلاميات أصابع القدم. هذه المفاصل عبارة عن مفاصل لقمانية، أي أن عظام مشط القدم ذات سطوح مستديرة أو بيضوية تدخل في تقعر عظام السلاميات.
توجد ثلاثة أربطة، أحدها أخمصي واثنان جانبية.

## معرض صور

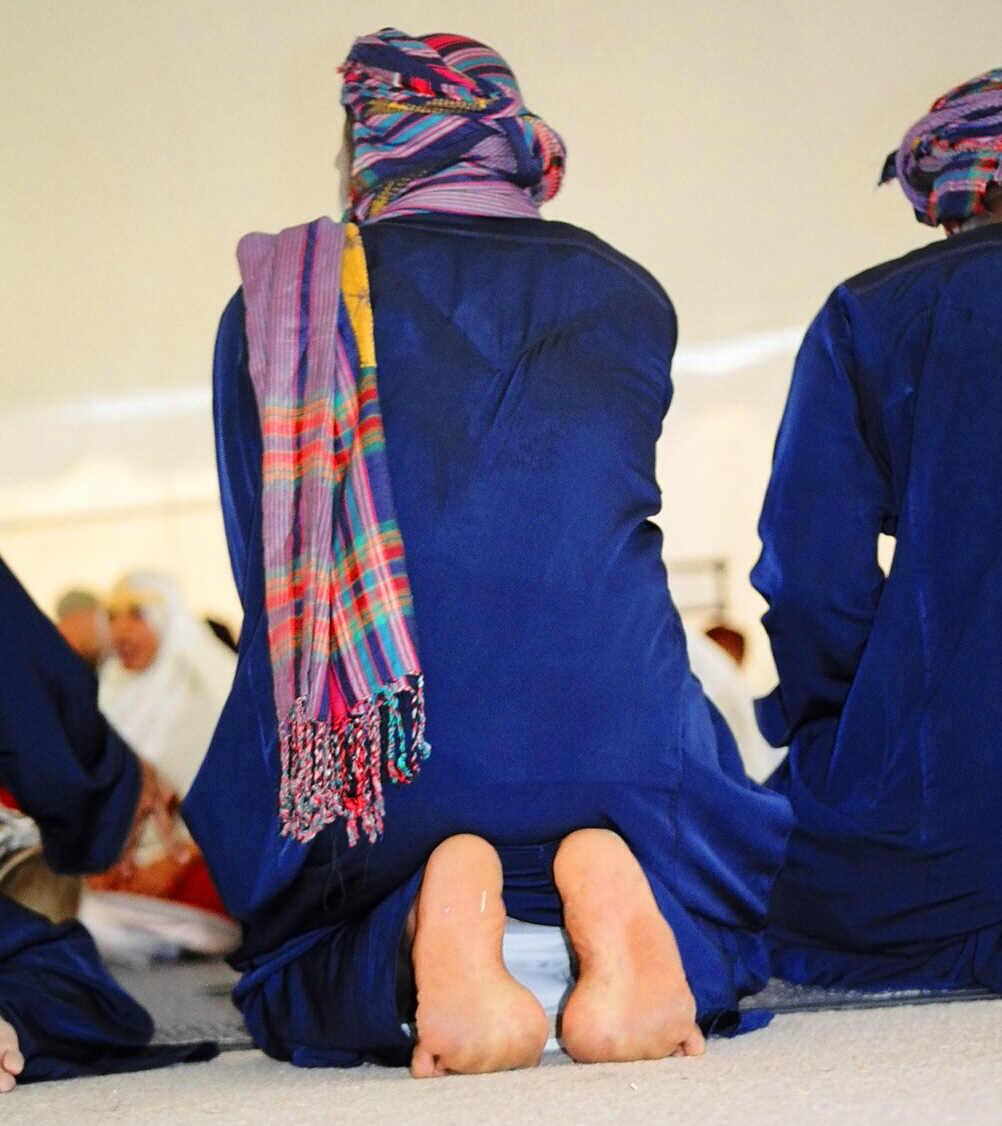
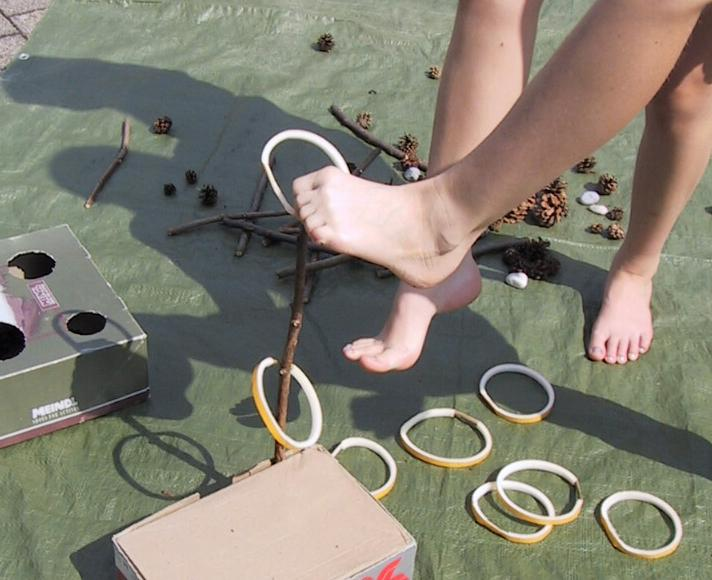
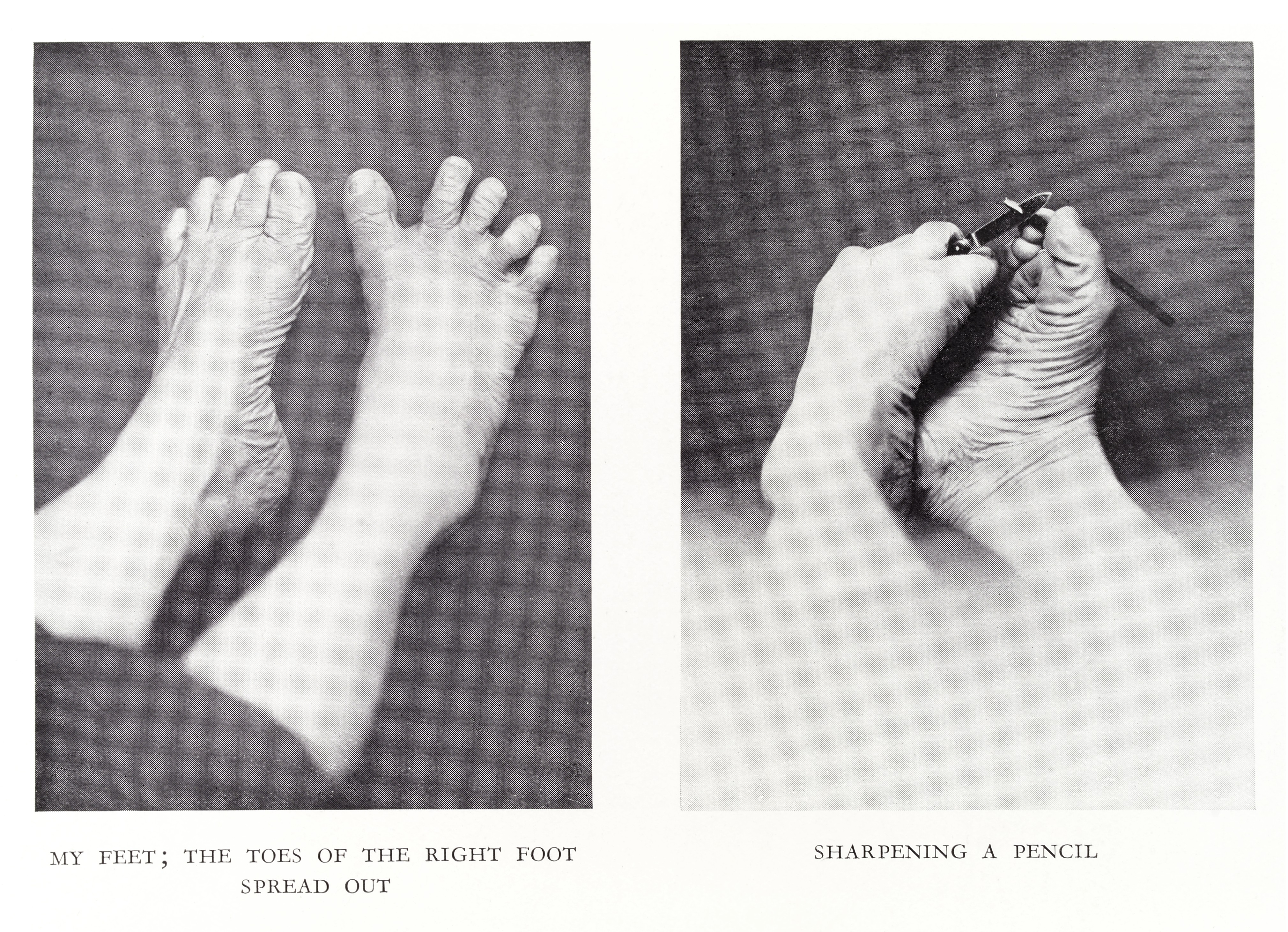